# Wang Xiyu
Dit is een Chinese naam; de familienaam is Wang.
Wang Xiyu (王曦雨, Wáng Xīyǔ,) (28 maart 2001) is een tennisspeelster uit China. Wang begon op achtjarige leeftijd met het spelen van tennis. Haar favoriete ondergrond is hardcourt. Zij speelt linkshandig en heeft een tweehandige backhand. Zij is actief in het internationale tennis sinds 2016.

## Loopbaan
In 2018 won zij samen met landgenote Wang Xinyu het juniorendubbelspeltoernooi van Wimbledon, de meisjesenkelspelfinale van het US Open en de bronzen medaille in het dubbelspel op de Olympische Jeugdzomerspelen.
In mei 2019 kwam zij binnen in de top 150 van de wereldranglijst, na het winnen van een $60k ITF-toernooi in La Bisbal d'Empordà (Spanje). In augustus had zij haar grandslamdebuut, op het US Open waaraan zij als lucky loser mocht meedoen.
In juni 2022 bereikte Wang de finale van het WTA-toernooi van Valencia – daarmee haakte zij nipt aan bij de top 100 van de wereldranglijst. In september bereikte zij de derde ronde op het US Open. In november haakte zij nipt aan bij de mondiale top 50 van het enkelspel.
In september 2023 won Wang haar eerste WTA-titel op het toernooi van Guangzhou – in de finale versloeg zij de als eerste geplaatste Poolse Magda Linette.
In mei 2024 maakte zij haar entrée in de mondiale top 150 van het dubbelspel, in augustus gevolgd door het betreden van de top 100.

### Tennis in teamverband
In de periode 2021–2024 maakte Wang deel uit van het Chinese Fed Cup-team – zij vergaarde daar een winst/verlies-balans van 4–2.

## Posities op deWTA-ranglijst
Positie per einde seizoen:
| jaar | rang enkelspel | rang dubbelspel |
| ---- | -------------- | --------------- |
| 2017 | 592            | 564             |
| 2018 | 200            | 309             |
| 2019 | 143            | 460             |
| 2020 | 123            | 591             |
| 2021 | 128            | 510             |
| 2022 | 50             | 655             |
| 2023 | 72             | 226             |

## Palmares
| Legenda                 |
| ----------------------- |
| Grandslamtoernooi       |
| Olympische Spelen       |
| Year-End Championships  |
| Premier Mandatory       |
| Premier Five / WTA 1000 |
| Premier / WTA 500       |
| International / WTA 250 |
| Challenger / WTA 125    |

### WTA-finaleplaatsen enkelspel
| nr.              | finale     | toernooi      | ondergrond | tegenstandster | score         |         |
| ---------------- | ---------- | ------------- | ---------- | -------------- | ------------- | ------- |
| gewonnen finales |            |               |            |                |               |         |
| 1.               | 2023-09-23 | WTA Guangzhou | hardcourt  | Magda Linette  | 6-0, 6-2      | details |
| verloren finales |            |               |            |                |               |         |
| 1.               | 2022-06-12 | WTA Valencia  | gravel     | Zheng Qinwen   | 4-6, 6-4, 3-6 | details |
| 2.               | 2024-03-03 | WTA Austin    | hardcourt  | Yuan Yue       | 4-6, 6-7      | details |

## Resultaten grandslamtoernooien
| Legenda | Legenda                          |
| ------- | -------------------------------- |
| g.t.    | geen toernooi gehouden           |
| l.c.    | lagere categorie                 |
| –       | niet deelgenomen                 |
| G       | uitgeschakeld in de groepsfase   |
| 1R      | uitgeschakeld in de eerste ronde |
| 2R      | uitgeschakeld in de tweede ronde |
| 3R      | uitgeschakeld in de derde ronde  |
| 4R      | uitgeschakeld in de vierde ronde |
| KF      | uitgeschakeld in de kwartfinale  |
| HF      | uitgeschakeld in de halve finale |
| F       | de finale verloren               |
| W       | het toernooi gewonnen            |
| w-v     | winst/verlies-balans             |

### Enkelspel
| toernooi        | 2019 |    | 2021 | 2022 | 2023 | 2024 |
| --------------- | ---- | -- | ---- | ---- | ---- | ---- |
| Australian Open | –    | –  | 2R   | 1R   | 1R   |      |
| Roland Garros   | –    | 1R | –    | 1R   | 2R   |      |
| Wimbledon       | –    | –  | 1R   | 1R   | 1R   |      |
| US Open         | 1R   | –  | 3R   | 2R   | 1R   |      |

### Vrouwendubbelspel
| toernooi        | 2022 | 2023 | 2024 |
| --------------- | ---- | ---- | ---- |
| Australian Open | –    | 1R   | 2R   |
| Roland Garros   | –    | –    | 2R   |
| Wimbledon       | 1R   | 1R   | 1R   |
| US Open         | –    | 1R   | 1R   |